# Esteban Tisza
El conde Esteban Tisza de Borosjenő (en húngaro: Tisza István; Pest, 22 de abril de 1861-Budapest, 31 de octubre de 1918) fue un político húngaro que ejerció el cargo de primer ministro de Hungría desde 1903 a 1905 y de 1913 a 1917, y desempeñó un importante papel en el intervalo tanto en la política húngara como a nivel estatal austrohúngaro. Fue el principal representante de la corriente política húngara favorable al acuerdo de 1867 con el emperador Francisco José a comienzos del siglo XX.

## Comienzos
Tisza nació en Pest, hijo de Colomán Tisza, primer ministro de Hungría desde 1875 a 1890, el 22 de abril de 1861. La familia Tisza había sido en sus orígenes una familia nobiliaria común (sin título) calvinista de Transilvania y, dado que su título era muy reciente, no eran vistos con buenos ojos por la gran nobleza (que tenía títulos).
Criado en un ambiente puritano y autoritario, estudió en su propia casa hasta los doce años. Ingresó entonces en la escuela preparatoria calvinista de Debrecen, de donde se graduó a los catorce. A los quince comenzó a estudiar leyes en Budapest y conoció a su prima Ilona, de la que se enamoró. Tanto aquí como en sus posteriores estudios en Berlín y Heidelberg, se concentró en sus estudios, sin participar en las distracciones estudiantiles y entreteniéndose solo con la caza y la equitación.
Visitó brevemente Europa occidental al final de su adolescencia, admirando la Alemania de Bismarck y el parlamentarismo inglés, pero rechazando lo que le pareció la frivolidad de París. Ya en estos años, se echó de ver su autodisciplina, seriedad y formalidad, típicos de su origen calvinista, pero llevados al extremo por Tisza. Su timidez y circunspección le hicieron, ya en su juventud y más adelante en su carrera política, rechazar el establecimiento de relaciones de camaradería, habituales en su clase social.

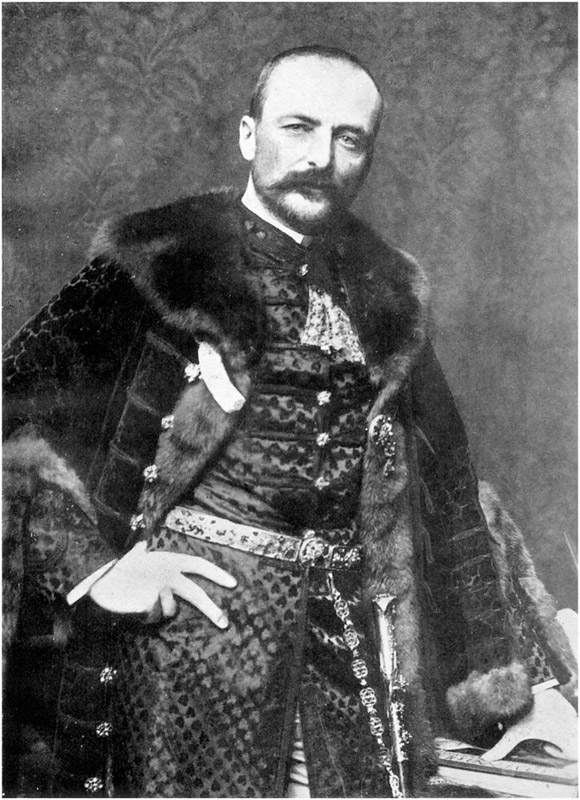
El conde Tisza, contrario a los cambios políticos y sociales de finales del siglo y principios del.

A los veinte años, fue nombrado doctor en ciencias políticas por la Universidad de Budapest y pasó un año de servicio militar en un regimiento de caballería. Tras ser licenciado del ejército, volvió a la hacienda familiar, que gestionó; los siguientes cuatro años llevó una vida de hacendado, alejado de la vida pública. Se casó con su prima en 1883 y el matrimonio llevó una vida retirada, por inclinación de ambos cónyuges. Tuvieron dos hijos, niño y niña. Esta última murió en la infancia, mientras que el varón apenas destacó como su padre y abuelo.

## Carácter e ideología
Durante toda su carrera política, Tisza mantuvo una actitud de conservadurismo, tratando de frenar las corrientes que amenazaban con cambiar el mundo que había conocido en su juventud. Se oponía a las novedades socialistas como agitaciones malintencionadas que perturbaban un mundo que consideraba ideal: el de la sumisión de las grandes masas campesinas y, últimamente, el de los trabajadores, a una élite aristocrática y burguesa que, según su concepción, debía ser la que llevase los asuntos de Estado y mantuviese una actitud de responsabilidad hacia sus subordinados. Bajo el gobierno de Tisza, el tamaño del Estado creció hasta contrarrestar el declive de la nobleza común. Se convirtió en política oficial contratar tantos aristócratas comunes en los órganos burocráticos como fuese posible. También veía el nacionalismo creciente de las minorías de la Corona de San Esteban como un movimiento minoritario de una parte de la intelectualidad que no debía contaminar a los campesinos, a los que consideraba esencialmente favorables a su sistema siempre que quedasen aislados de lo que consideraba malas influencias externas.
En economía era partidario de las innovaciones y la industrialización, pero no aceptaba los cambios políticos y sociales que ambas podían conllevar. Desde su planteamiento a mediados de la década de 1900 hasta su muerte, se opuso a ampliaciones sustanciales del derecho al voto, que creía destruirían el modelo de sociedad patriarcal que defendía. Tisza se opuso al antisemitismo, que temía pusiese en peligro el desarrollo económico húngaro. Muchas de las familias de la joven clase media eran judíos o judíos conversos. Tisza a menudo empleó su influencia en el Parlamento para otorgar títulos a familias judías ricas, especialmente a industriales y banqueros. Por otra parte llevó a cabo una fuerte política de magiarización de la población no magiar.
El otro elemento crucial de la carrera política de Tisza fue el apoyo al Compromiso Austrohúngaro de 1867. Tisza pensaba que la única manera de mantener la situación de gran potencia era mediante la unión reafirmada en 1867. Era a través del control del aparato el imperio y no mediante la proclamación de la independencia —que acabaría probablemente con el desmembramiento de los territorios húngaros y la creación de un país menor— como Hungría debía mantener su poder. Consideraba por tanto la postura de la oposición más nacionalista como una veleidad irresponsable. Consciente que la alianza con la corte de Viena era impopular entre el escaso electorado, sabía de la necesidad de amañar las elecciones para lograr un gobierno favorable a aquella, aunque su ética le hacía incomodarse ante esta necesidad, buscando justificaciones morales para ella, que aumentaron en su segundo periodo de gobierno.

## Ascenso al poder
En 1886 se presentó como candidato del Partido Liberal y obtuvo un escaño por un distrito transilvano. Durante sus primeros años en el Parlamento, no desempeñó una tarea destacable, pero aprendió el funcionamiento del mismo y el método de operar de su padre, que permaneció casi inalterado hasta la disolución del Imperio austrohúngaro.
En la década de 1890, desempeñó una serie de sinecuras que le proporcionaron ingresos extraordinarios, situación común entre los políticos prestigiosos de la época, que se prestaban a representar a alguna de las nacientes empresas o bancos húngaros a cambio de salarios sustanciosos. El nombramiento de conde en 1897 y el haber heredado extensas fincas al año siguiente le permitieron abandonar aquellos cargos que, mediante la legislación de 1901 aprobada por el nuevo primer ministro Colomán Széll a la que él se opuso, quedaron legalmente considerados como incompatibles con el desempeño de un cargo político.

## Primer gabinete

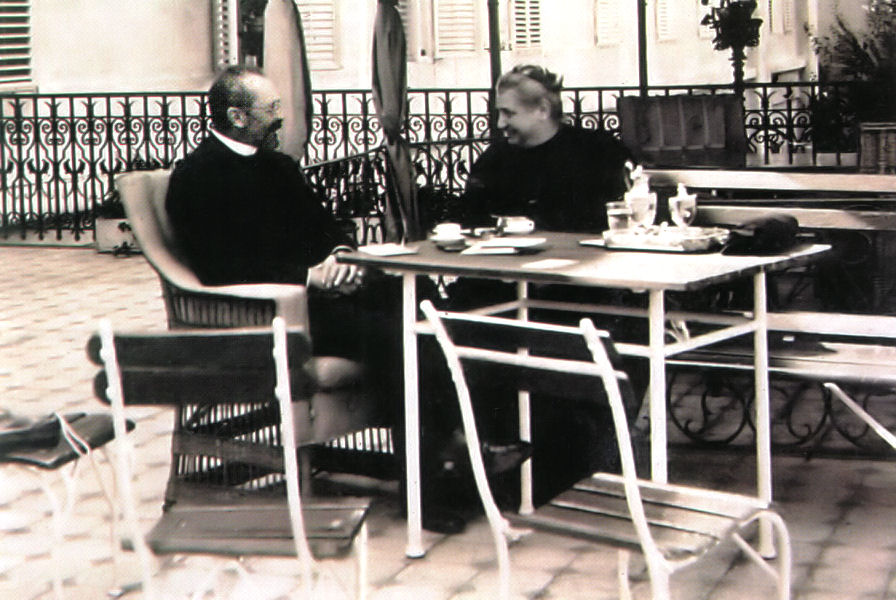
Tisza y su esposa en la terraza del Palacio Sándor en 1904, durante su primer mandato.

La crisis entre el emperador y los políticos magiares más nacionalistas, empeñados en modificar el estado del Ejército común austrohúngaro, hizo fracasar a los dos gabinetes anteriores y llevó al emperador a nombrar a Tisza para el cargo de primer ministro el 3 de noviembre de 1903. Tisza, poco acostumbrado al puesto de mediador, había logrado dos días después del encargo del emperador, el 28 de octubre, una moderación de las propuestas del comité de su propio Partido Liberal, que permitió el acuerdo con el soberano. Estas propuestas de cambio del estado del Ejército eran más moderadas que las exigencias de los grupos de oposición.
Tisza tomó en sus manos el gobierno con el objetivo de aprobar la propuesta de ley del Ejército y acabar con el caos en las sesiones parlamentarias. Sabía que ninguna de las dos tareas le harían ganar partidarios, pero las consideraba un servicio a la nación. El sentido de tener una misión hacía de Tisza un caudillo indiferente a las críticas y, a la vez, poco inclinado a buscar acuerdos con sus opositores mediante concesiones. Su elección de ministros, todos ellos decididos partidarios suyos, dejó claro que no pensaba apaciguar ni siquiera a las diferentes corrientes dentro de su propio partido. Guardó para sí la cartera de Interior.
Mantuvo una actitud pasiva ante la gran emigración del territorio, magiar y no magiar, hacia América, sin tratar de resolver los problemas sociales y económicos que acuciaban a los emigrantes.
El 8 de octubre de 1904, publicó una carta («carta de Ugra») criticando duramente el sistema que permitía a la minoría entorpecer la aprobación de legislación y expresando su propósito de acometer reformas para eliminar esta posibilidad, declaración que produjo la sorpresa tanto de la oposición como de sus propios compañeros de partido. Se consideró un error táctico que reforzó a la oposición. El 18 de noviembre, tras unas semanas de tensión entre Tisza y la oposición, las Cortes aprobaron sus mociones para modificar el reglamento en una sesión agitada que llevó a parte de los miembros del Partido Liberal a abandonarlo, en desacuerdo con los métodos expeditivos de Tisza. La oposición y los liberales disidentes se organizaron en una coalición con Ferenc Kossuth como presidente del comité ejecutivo de la misma. A comienzos de enero, el emperador disolvió el Parlamento y convocó elecciones, que Tisza perdió abrumadoramente ante la oposición coaligada.

### Relaciones con sus adversarios
Tisza mantuvo una relación de adversario con el heredero al trono austrohúngaro, el archiduque Francisco Fernando de Austria, ultraconservador, católico y antiliberal, partidario de imponer al país un régimen centralista y opuesto al Ausgleich de 1867, que Tisza defendía.

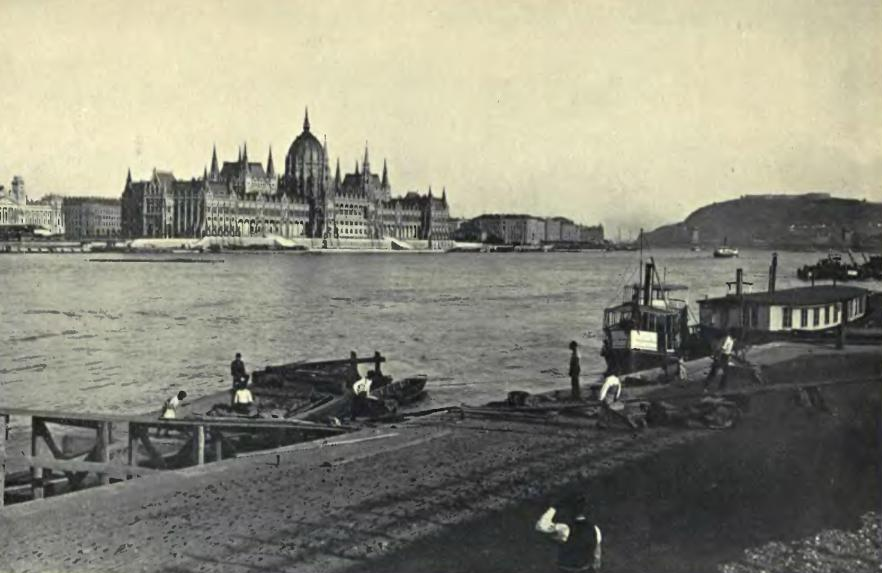
El parlamento húngaro donde Tisza dominó la política húngara de comienzos del siglo XX.

Con el creciente movimiento socialista Tisza, conservador, también mantuvo una actitud de hostilidad, aunque no llegó a prohibir los sindicatos, como había prometido. Los afiliados a estos crecieron durante su gobierno, que fue más duro con el movimiento en sus declaraciones que en sus acciones. Tisza, sin embargo, fue más duro con la agitación socialista entre los campesinos, a la que temía más que su expansión entre los trabajadores industriales. Para Tisza la simpatía por el socialismo en el campo se debía simplemente a una conjura de sus partidarios en las ciudades, negándose a reconocer las  estrecheces de los labradores.
En cuanto a las minorías, durante su mandato menguaron las tensiones, reduciéndose la persecución de las manifestaciones nacionalistas no magiares y siendo elegidos diferentes puestos administrativos locales y provinciales de las minorías. En 1904 se mostró dispuesto a apoyar legislación que hiciese más atractiva la nación a los no magiares, permitiendo una cierta autonomía cultural, pero a cambio de lealtad y del aprendizaje del húngaro. Tisza veía el idioma como el elemento unificador del país y aprobó una ley que implantaba su enseñanza en las escuelas de las minorías en igualdad a su idioma materno a finales de 1904, mostrándose duro con aquellos que la rechazaron. La oposición magiar consideró la ley demasiado débil mientras que representantes de las minorías la consideraban el comienzo de un proceso de magiarización.
Tisza, consciente de la imposibilidad de aniquilar el sentimiento nacionalista de las minorías, especialmente de los rumanos, trató de controlarlo a través de concesiones culturales y educativas pero no políticas, convencido del fracaso de las medidas a favor de la magiarización. A cambio Tisza esperaba una lealtad total al estado, que consideraba únicamente magiar. Sus reiterados intentos de acuerdo con los nacionalistas rumanos fracasaron.

## El periodo de la Coalición y gobierno imperial

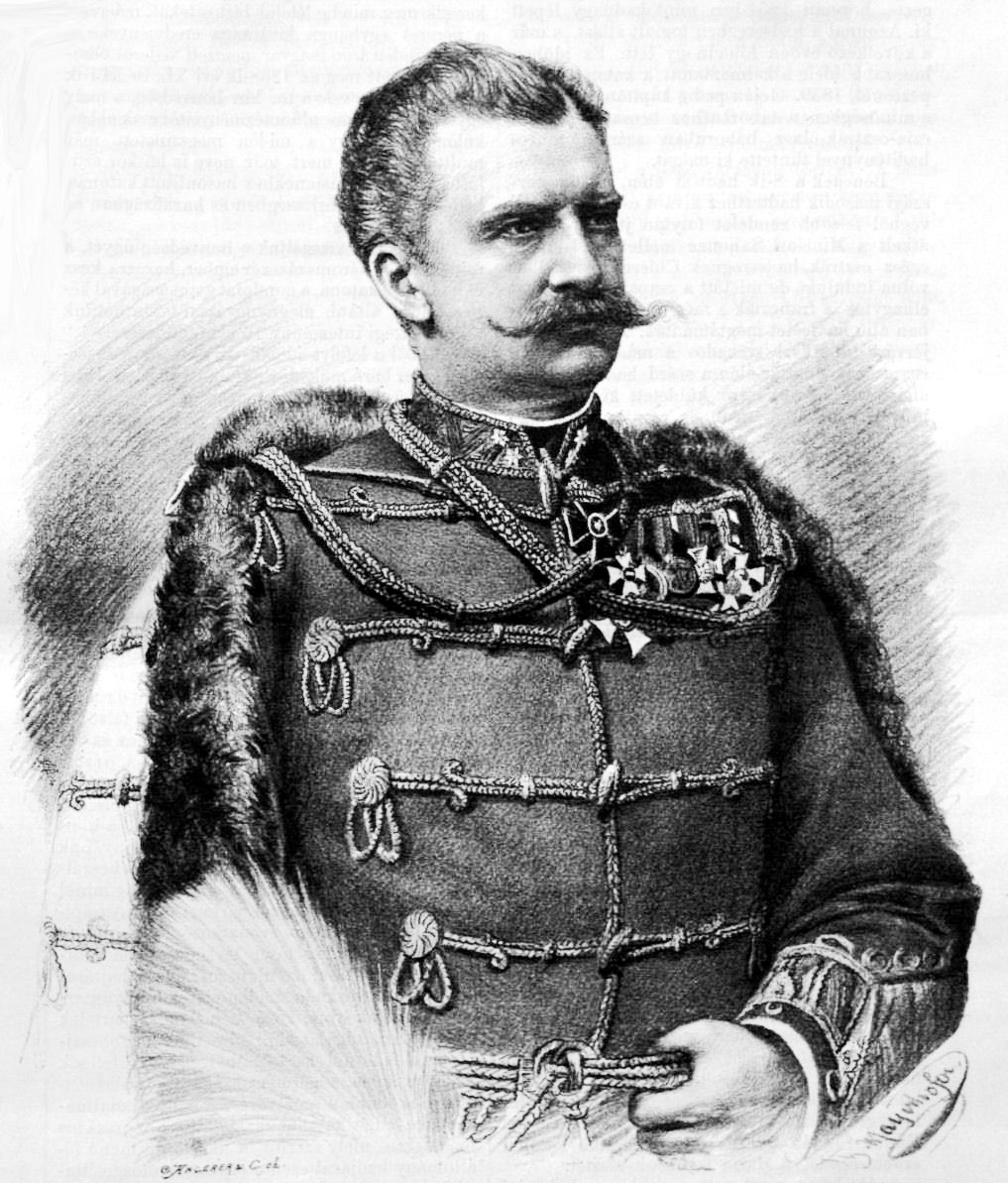
El general Géza Fejérváry, presidente del gobierno imperial instaurado por el emperador Francisco José para doblegar a la oposición nacionalista magiar, presentó un proyecto de ampliación del derecho al voto para debilitar a esta que desencadenó un largo proceso de debate sobre la ampliación del sufragio a la que Tisza se opuso rotundamente hasta el final de su vida, logrando bloquearla.

En 1905, negándose a manipular las elecciones como era habitual, Tisza había resultado duramente derrotado por la oposición, agudizándose la crisis entre los vencedores que reclamaban al emperador cambios en el ejército que tuviesen más en cuenta las aspiraciones nacionalistas y este, opuesto a cualquier cambio de ese tipo.
El enfrentamiento llevó al emperador a disolver el parlamento por la fuerza e instaurar un gobierno tecnócrata con un general húngaro a la cabeza, recibido con abierta hostilidad por la Coalición, que lo consideró inconstitucional. Para debilitar a la oposición nacionalista, el gobierno propuso un proyecto de ampliación del censo, que debía menguar el poder de los partidos tradicionales, probablemente reforzando a las minorías y a los socialistas, por lo que no contó originalmente con el apoyo del emperador. Tras la audiencia a los dirigentes de la Coalición el 23 de septiembre de 1905 en la que quedó patente lo irreconciliable de la postura de ambas partes Francisco José dio el visto bueno al gobierno húngaro para llevar a cabo la reforma electoral. Tisza, que no había apoyado al gobierno imperial por motivos electorales pero había expresado su respeto por la penosa situación del primer ministro, se mostró completamente opuesto a la ampliación del sufragio. Tisza defendía la restricción del sufragio, que no consideraba un derecho fundamental, a una minoría que él definía como educada y madura que debía ejercitarlo con responsabilidad hacia la nación. El posible reforzamiento de los socialistas y de las minorías horrorizaba a Tisza. Consideraba a las masas campesinas incapaces de utilizar el sufragio y necesitadas de la guía de las clases medias magiares. Mantuvo una postura de oposición intransigente en este asunto hasta el final de sus días.
En abril de 1906 la oposición, debilitada ante la disolución del parlamento en febrero y la mengua de su respaldo, alcanzó un acuerdo con el emperador, también preocupado por la duración de la crisis en Hungría. El gobierno imperial fue sustituido por un gabinete de Sándor Wekerle, moderadamente partidario del Compromiso Austrohúngaro, y se volvió a instaurar la constitución, a cambio del compromiso de la Coalición de proseguir con la extensión del sufragio, aprobar las reformas militares deseadas por el emperador y aprobar el presupuesto.
Mientras, Tisza había disuelto el Partido Liberal el 11 de abril de 1906 y anunciaba su retiro de la política. Este privó a la oposición de un objetivo fácil y de un nexo de unión entre sus componentes, a la vez que libraba a Tisza de la necesidad de participar sin poder alguno en el parlamento en una oposición estéril.

## Regreso al poder
En enero de 1910 Khuen-Héderváry volvía al gobierno, sucediendo al gobierno de la Coalición encabezado por Wekerle. En febrero Tisza creaba un nuevo partido, el Partido del Trabajo Nacional.
Khuen-Héderváry, correligionario de Tisza, preparó hábilmente el regreso de este: mejorando las relaciones con las minorías e incluso con los socialistas, y aplicando la tradicional presión electoral, el nuevo partido de Tisza logró un gran triunfo electoral, arrinconando a la oposición y obteniendo la mayoría absoluta en las votaciones de mayo de 1910. La amplitud de la victoria sorprendió al mismo Tisza.
Durante la campaña tanto el primer ministro como Tisza habían mantenido una actitud moderada hacia las minorías, tratando de alejar a las masas de los partidos nacionalistas y tratando de evitar su acción conjunta, defendiendo las concesiones que debilitasen a las formaciones nacionalistas.
El 22 de mayo de 1912 fue nombrado presidente de la cámara baja, puesto que utilizó para poner fin a las maniobras de obstrucción legislativa de la oposición, cambiando el reglamento de la cámara para acabar con esta posibilidad. Tisza se oponía a la actitud conciliatoria de algunos de sus partidarios hacia la oposición, considerándola inútil y favoreciendo la aplicación de duras medidas para lograr el dominio de la mayoría en el parlamento. Conocido ya como el principal opositor a la ampliación del censo, su nombramiento desencadenó una gran manifestación obrera de protesta en la capital que se saldó con muertos y heridos.
A los pocos días de su nombramiento y a pesar de las grandes protestas de la oposición forzó la votación sobre los cambios en el ejército que llevaban casi un año de debates. Pocos días después sufrió un intento de asesinato por parte de un diputado de la oposición. Tisza procedió a expulsar de las sesiones a los diputados opositores que trataron de estorbarlas. La pugna entre la oposición y Tisza siguió hasta el otoño, impidiendo la policía el acceso al parlamento a los diputados más señalados por su tendencia a la obstrucción.
En octubre el estallido de la Primera Guerra Balcánica puso en primer plano la política internacional. Tisza defendió la política imperial de dificultar el crecimiento de Serbia y negarle un acceso al mar, considerándola una amenaza para el Imperio. Tisza, a diferencia de la mayoría de sus colegas parlamentarios, era consciente de las amenazas exteriores al Imperio y de su mala situación militar para afrontarlos.

## Segundo gabinete

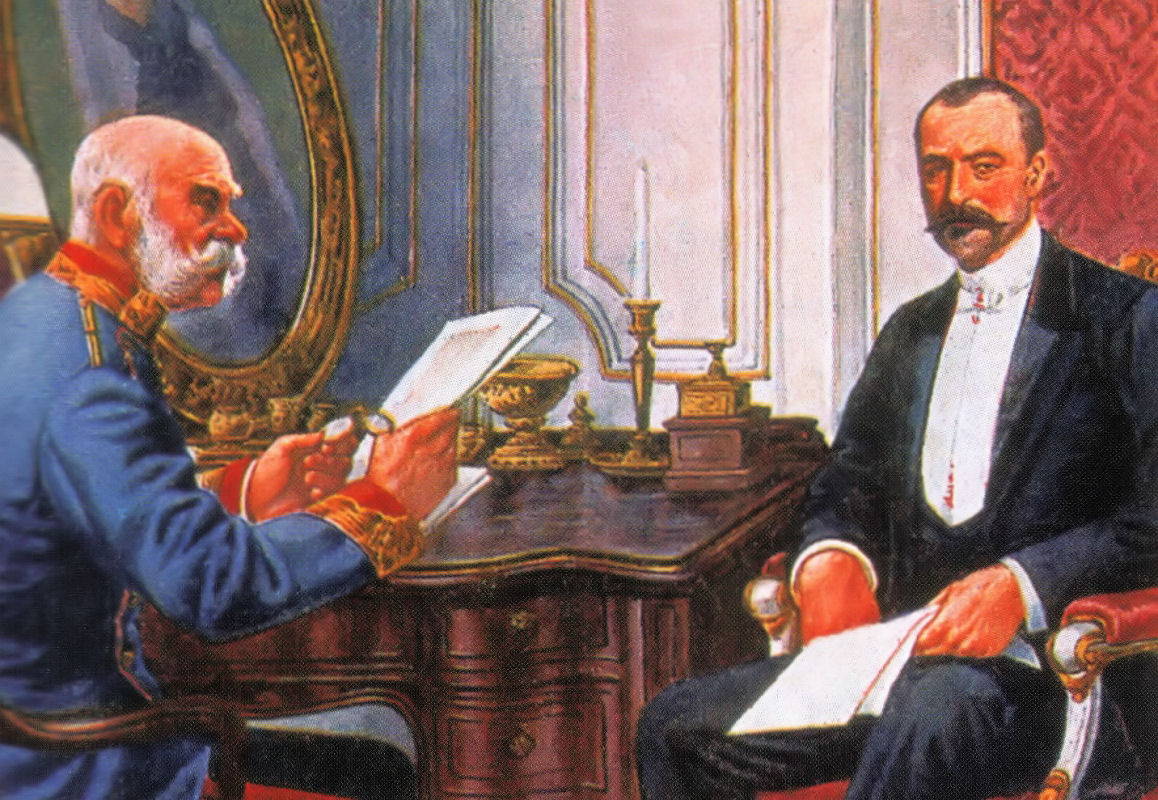
El emperador Francisco José y Tisza. Este era considerado el hombre del emperador en Hungría por la oposición más nacionalista mientras que Tisza veía el vínculo con Austria como necesario para preservar el poder húngaro y la unidad del territorio.

El 7 de junio de 1913 recibía el encargo del emperador de formar un nuevo gobierno, logrando formar un gabinete que asumió sus cargos el día 10. El emperador consideraba a Tisza como el único político húngaro capaz de aprobar la legislación sobre el ejército que había desencadenado el conflicto con los nacionalistas magiares más extremistas, a la vez que garantizaba la estabilidad de la política interna de Hungría.
Durante su segundo mandato las dudas y vacilaciones del primero desaparecieron, usando Tisza del aparato estatal sin contemplaciones y extendiendo el control de su partido a todas las instituciones públicas. Durante este segundo gabinete aprobó una serie de medidas que reforzaban el poder del estado, necesario por las circunstancias según Tisza, y debilitaban los derechos civiles. Su principal legislación del periodo, sin embargo, se aprobó más tarde, en junio de 1914: la reforma de la administración pública. Los funcionarios de los condados pasaban a ser nombrados por el gobierno en vez de ser elegidos, a la vez que se establecía un reglamento que debía mejorar la calidad de la administración de los mismos.
Respecto a las minorías, Tisza mantuvo su postura conciliadora, prometiendo restablecer la Constitución croata, suspendida en mayo de 1912, y nombrando como representante húngaro en el territorio a un noble con fama de exorable. Las negociaciones entre los representantes croatas y Tisza dieron fruto y permitieron la restitución del gobierno constitucional en noviembre de 1913. Entre finales de 1912 y principios de 1914 mantuvo diversos contactos también con dirigentes nacionalistas rumanos, consciente de la necesidad de ciertas concesiones a las minorías y a los socialistas, a los que sabía que no podría excluir indefinidamente del parlamento. Sus intentos de acercamiento fracasaron al considerar los dirigentes de las minorías demasiado escasas las concesiones que ofrecía.
Aprobó también en 1913 una reforma del sufragio limitada que, al no celebrarse elecciones después de 1910, nunca llegó a aplicarse.
En su segundo mandato, además, las cuestiones de política exterior, en las que Tisza no era un experto, pasaron a un primer plano y ejerció una influencia en la política del Imperio primero indirecta y más tarde directamente.

## La guerra mundial
En julio de 1914, se opuso a que el Imperio austrohúngaro declarase la guerra a Serbia apoyándose en la base de que la Monarquía Dual ya tenía demasiados eslavos. El 1 de julio de 1914, escribió al emperador para declarar que la utilización del asesinato de Sarajevo como excusa para ajustar cuentas con Serbia sería un error fatal. Tisza consideraba el momento inadecuado y la situación internacional desfavorable a Austria-Hungría y Alemania. Fue el último de los principales responsables políticos y militares austrohúngaros en acceder a declarar la guerra a Serbia.
En el otoño de 1914, retomó sus intentos de lograr un acuerdo con los dirigentes rumanos transilvanos. Sus concesiones fueron exiguas para aquellos y las conversaciones fracasaron. Los dirigentes nacionalistas transilvanos esperaban que la guerra permitiese la unión de la región con Rumanía y no tenían interés en lo que consideraban insuficientes concesiones del primer ministro.
En la misma época, se opuso rotundamente a los abusos del Ejército con la población civil que este consideraba desafecta, llegando a exponer su postura al emperador, que en otoño tomó medidas para limitar los desmanes de los militares. Tisza prefería tratar con los posibles traidores a través de la justicia civil, manteniendo la tradición liberal de respeto a la ley y tratando de no crear discriminación contra las minorías que las alejase del Gobierno. Sus intentos de moderación del trato de los militares y de la propia administración magiar a las minorías fracasaron.
Mantuvo el control de la política húngara mediante su mayoría parlamentaria, totalmente sometida a su persona y apática, pero que le privaba de consejos constructivos, limitándose a un respaldo permanente pero sin iniciativa. El parlamento, alejado de la mayoría de la población, sólo ocasionalmente trataba temas de interés para la mayoría de la población, en general relacionados con las penalidades de la contienda. La oposición y parte de la opinión pública comenzó a cuestionarse la efectividad del gobierno parlamentario.

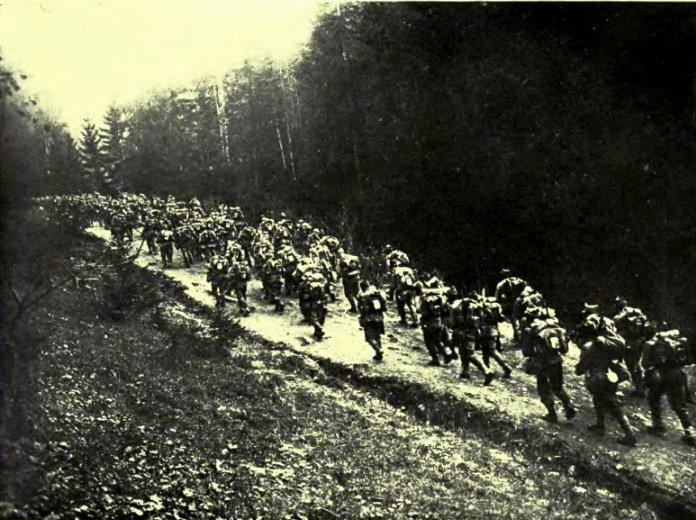
Tropas rumanas avanzando en los Cárpatos en el verano de 1916. La ocupación temporal de parte de Transilvania por el ejército rumano debilitó la posición de Tisza en Hungría, donde la oposición le acusó de desatender la defensa del territorio.

En 1915 mantuvo constantes disputas con su colega austriaco Von Stürgkh sobre la escasez de alimentos, cada vez más pronunciada, aunque la situación en Hungría, tradicional proveedor agrícola del Imperio, era mejor que la de la Cisleitania.

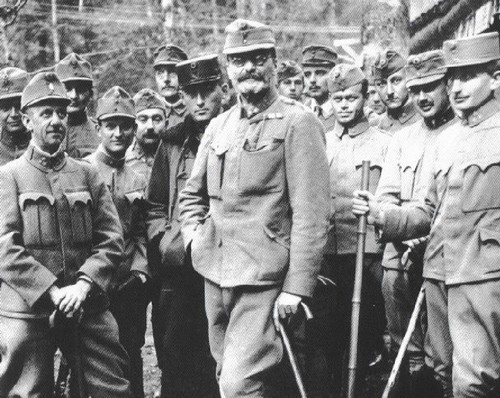
Tisza de visita en el frente italiano en 1917.

La Ofensiva Brusilov en junio, exitosa al comienzo, llevó a la entrada en la guerra de Rumanía en el verano de 1916. El Ejército ruso dejó fuera de combate a cerca de medio millón de hombres y destruyó la moral del Ejército austrohúngaro que, a partir de entonces, necesitó el apoyo constante de unidades alemanas para ser efectivo. El Ejército ruso avanzó hacia los Cárpatos, amenazando el territorio húngaro. La concentración del grueso del Ejército en el frente italiano facilitó el avance ruso y el posterior rumano en Transilvania. Este debilitó grandemente el prestigio de Tisza en Hungría, donde la oposición volvió a indicar que el Imperio sacrificaba los intereses húngaros en favor de los de la corte de Viena. Gracias al rápido apoyo alemán, la amenaza rumana fue pronto neutralizada, pero la posición del Imperio quedó menguada respecto de la de Alemania, que se había mostrado necesaria para defender el territorio del Estado.
Tras la muerte del emperador Francisco José en noviembre de 1916, Tisza fue retirado del gobierno por el emperador reformista Carlos I por su oposición a extender el sufragio, el 23 de mayo de 1917. Sin embargo, Tisza continuó frustrando las reformas hasta el final de la guerra, pues controlaba el bloque más numeroso de diputados del parlamento. Logró hacer fracasar el primer gabinete del inexperto Mauricio Esterházy que dimitió a los pocos meses agotado e incapaz de aplicar reformas por la oposición de Tisza. Le sucedió el veterano Sándor Wekerle, reacio en la práctica a aplicar reformas radicales y opuesto a cambios fundamentales en la estructura imperial como las que deseaba realizar el emperador. A pesar de sus diferencias superficiales, la postura en contra de los cambios radicales era compartida por ambos políticos y gran parte de la oligarquía política magiar.
A finales de 1917, con el fracaso de las ofensivas de la Entente en el frente occidental, la retirada de la guerra de Rusia tras la Revolución de Octubre y la derrota italiana en Caporetto, Tisza confiaba en un final favorable de la guerra. No siguió las conversaciones de Brest-Litovsk que consideraba de escaso interés para Hungría. A pesar de su anterior oposición a cambios territoriales, defendió la adquisición de ciertas áreas fronterizas rumanas en las posteriores conversaciones de paz de Bucarest a comienzos de 1918. Mantuvo mientras su oposición a los cambios tendentes a convertir Cisleitania en una federación, lo que disminuía el valor de la unión austrohúngara, mientras que seguía viendo a Alemania como la principal garantía de la conservación territorial de Hungría.

### Derrota y muerte
Mientras el gabinete de Wekerle mantenía su política completamente alejada de la realidad, el consejo real alemán solicitaba el 29 de septiembre de 1918 el armisticio a sus enemigos. Cuatro días antes, Wekerle, en una reunión de las delegaciones austrohúngaras, había insistido en la ratificación del Tratado de Bucarest que concedía ciertos territorios rumanos a Hungría, sin mostrar ninguna comprensión de la inminente derrota.
A comienzos de septiembre, el emperador había enviado a Tisza a los territorios eslavos del Sur para evaluar la situación. Enfrentado con el creciente nacionalismo eslavo, Tisza recibió una gran impresión, entendiendo por primera vez que los cimientos de su política y de su visión vital se estaban desmoronando. Defensor del mantenimiento de la situación anterior a la guerra, los cambios eran algo con lo que se hallaba incapaz de lidiar. Hubo intentos de reunir a las formaciones conservadoras y moderadas y aislar a los radicales en torno a Mihály Károlyi, que pronto fracasaron.
El 10 de octubre de 1918, el emperador comunicó a varios políticos, incluyendo a Tisza, su intención de convertir Cisleitania en una federación. Tisza consideró que esto acabaría con el acuerdo de 1867, sumiéndole en la depresión. El 16 se hizo público el anuncio imperial y el parlamento de Budapest rompió relaciones con Austria, manteniendo únicamente el vínculo dinástico. Tisza, que respaldó la medida, veía hundirse la asociación que había defendido toda su vida en política.
El 17 de octubre de 1918, tras salir ileso de un atentado contra su vida de un socialista revolucionario el día anterior, anunció en el parlamento que la guerra estaba perdida. El 25 se formaba un consejo nacional que reclamaba el gobierno con Károlyi al frente y una coalición de su partido, los socialistas y los radicales apoyándole. El 28 de octubre de 1918, en lo que suponía la admisión de la derrota de su política, Tisza recomendaba al representante del emperador en Hungría tras la renuncia de Wekerle (23 de octubre), el archiduque José, el nombramiento de Károlyi como primer ministro, pensando que un aristócrata, a pesar de sus desavenencias, podía aún defender lo que consideraba intereses nacionales del país. Auguró también una pronta contrarrevolución que barrería a Károlyi y a los reformistas. Tras el nombramiento del candidato conservador cercano a Andrássy como primer ministro por el emperador el 29 de octubre, se ofreció a prestarle su apoyo, pero la revuelta de las tropas el 30 impidió al nuevo primer ministro János Hadik responder a la oferta.
Fue asesinado en su domicilio de Budapest por una banda de soldados durante la Revolución de los Crisantemos el 31 de octubre de 1918, que le culpaban de la Primera Guerra Mundial. Tisza era consciente que su vida estaba en peligro, pero se negó a huir de la capital en plena turbulencia y aceptó su destino. De hecho se dice que sus últimas palabras fueron: "Esto tenía que suceder así". Su muerte, celebrada en las calles de la capital, significaba para muchos la desaparición del símbolo por excelencia del poder de la baja nobleza que había dominado la política nacional y mantenido el antiguo orden social, de la alianza con el Gobierno imperial de Viena y de la odiada guerra. Su asesinato calmó la sed de venganza de las multitudes, salvando la vida de otros representantes del poder, en aquel momento deseosos de mantener el antiguo orden pero impotentes para detener los cambios. Se encuentra enterrado en la cripta familiar del Castillo de Tisza en Geszt.